# Tadeusz Nowakowski (bokser)
Tadeusz Nowakowski (ur. 14 stycznia 1934 we Francji, zm. 3 marca 2011 w Sanoku) – polski bokser, reprezentant Polski, trener.

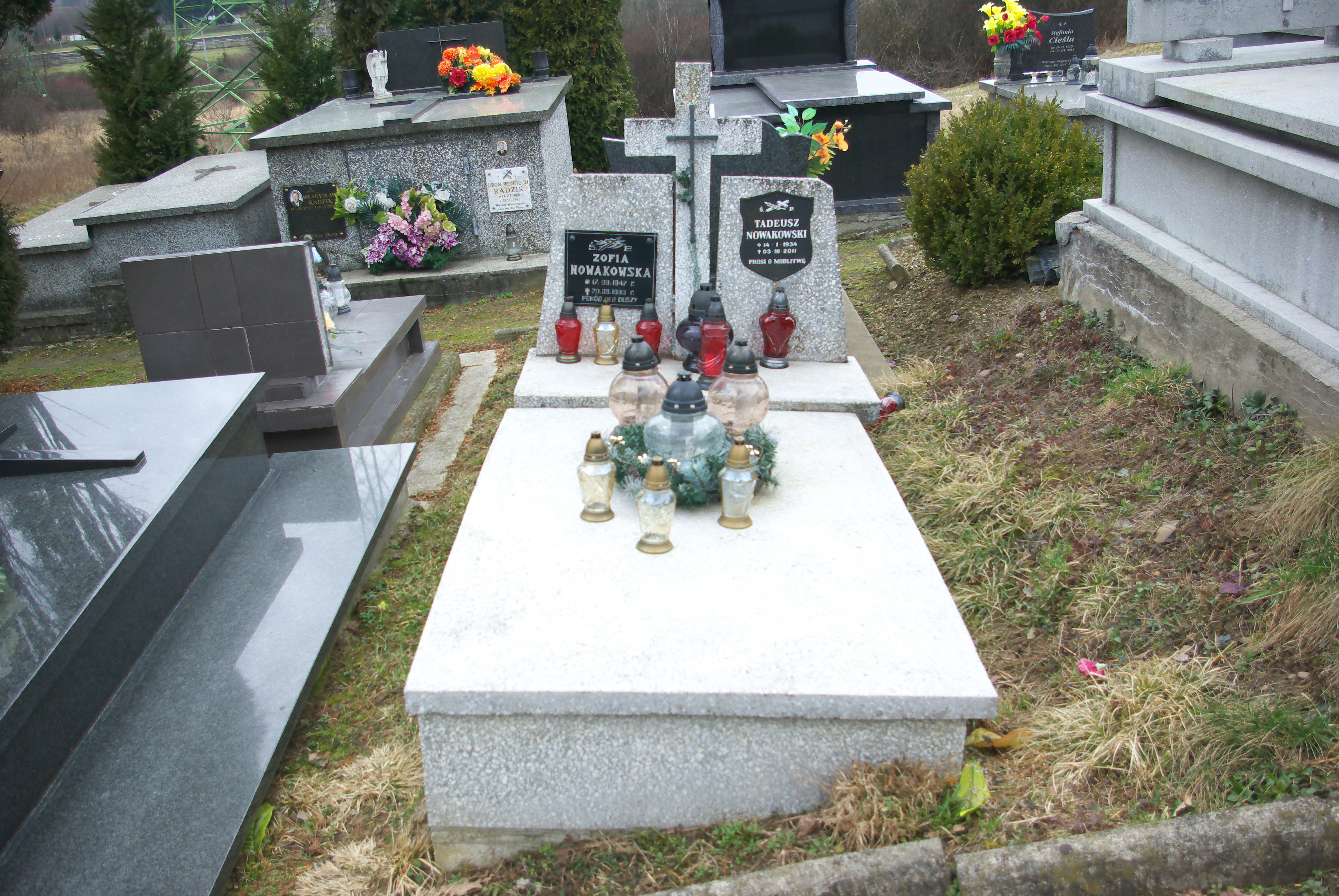
Nagrobek Tadeusza i Zofii Nowakowskich

## Życiorys
Urodził się w rodzinie polskich emigrantów we Francji. Tam też pierwszy raz był na zawodach bokserskich w Lens. Po repatriacji do Polski wraz z rodziną osiadł w Bytomiu i tam rozpoczął treningi w klubie Budowlani Bytom. Pierwszą walkę stoczył 7 lutego 1948. Po wyprowadzce ze Śląska zamieszkał w Mielcu, gdzie został pracownikiem WSK Mielec i zawodnikiem pięściarskiej sekcji klubu Stal Mielec. W 1951 i 1952 został mistrzem województwa rzeszowskiego w wadze półśredniej oraz uzyskał prawo startu w mistrzostwach Polski, gdzie w turnieju 1952 w Warszawie wywalczył brązowy medal. W międzyczasie został absolwentem Gimnazjum Przemysłowego Państwowej Fabryki Wagonów w Sanoku z 1952 (zasadnicza szkoła zawodowa o specjalności ślusarz maszynowy). W kolejnych latach ponownie zostawał mistrzem województwa rzeszowskiego, mistrzem zrzeszenia Stal. Na turnieju MP 1957 w Gdańsku zdobył złoty medal, pokonując Jerzego Debisza, Koszałkowskiego i Lewandowskiego. Został zawodnikiem kadry Polski kierowanej przez Feliksa Stamma. Uczestniczył w mistrzostwach Europy w Pradze 1957, gdzie został wyeliminowany w swojej pierwszej walce tego turnieju. Później przedwcześnie zakończył karierę reprezentacyjną z uwagi na brak zgody ze strony władz PRL wydania dokumentów przed wyjazdem do Wielkiej Brytanii (przyczyną miał być akt urodzenia Nowakowskiego we Francji). W kolejnych latach nadal reprezentował Stal Mielec. 
Pod koniec czynnej kariery zawodniczej, zakończonej w 1962, był równolegle instruktorem grup młodzieżowych w klubie. W 1968 został trenerem w sekcji pięściarskiej Stali Sanok i pełnił funkcję przez kolejne lata. Był szkoleniowcem seniorów i juniorów, a ponadto pracował w Sanockiej Fabryce Autobusów „Autosan”. Jako trener pracował w Sanoku przez 24 lata (w tym czasie czasowo był przez 1,5 roku szkoleniowcem w Avii Świdnik od 1977 przez jeden sezon, w 1980 ponownie został szkoleniowcem Stali). W kwietniu 1983, po 15 latach pracy, zrezygnował z funkcji trenera pięściarskiej drużyny seniorów Stali Sanok, występującej wówczas w II lidze (na stanowisku trenera został zastąpiony przez Józefa Sołdryka). W późniejszych latach trenował młodych adeptów pięściarstwa w Stali Sanok. Wśród jego sanockich wychowanków byli m.in. Waldemar Wójcik (wicemistrz Europy), Stanisław Bednarz (wicemistrz Polski juniorów), Jan Sybilla, Antoni Rakoczy, Adam Wiszyński, Antoni Pankiewicz, Jan i Wiesław Florczak. W 1985 zasiadł w sądzie koleżeńskim ZKS Stal Sanok. Sekcja bokserska Stali Sanok została rozwiązana w 1993.
Tadeusz Nowakowski zmarł 3 marca 2011. Jego żoną była Zofia (1947-1993). Oboje zostali pochowani na Cmentarzu Posada w Sanoku.

## Odznaczenia
- Złoty Krzyż Zasługi (1987)[10].
- Srebrny Krzyż Zasługi (1976)[11].
- Złota Odznaka Polskiego Związku Bokserskiego[12].
- Wyróżnienie za stoczenie 140 walk w barwach Stali Mielec (grudzień 1955)[13].
- Brązowa odznaka „Zasłużony Działacz Kultury Fizycznej” (1988)[14]
- Nagroda Dyrektora Wydziału ds. Młodzieży i Kultury Fizycznej Urzędu Wojewódzkiego w Krośnie (1988)[14]